# Paper Chase – betygsjakten
Paper Chase – betygsjakten (originaltitel: The Paper Chase) är en amerikansk dramafilm från 1973, skriven och regisserad av James Bridges baserat på en bok av John Jay Osborn Jr. från 1970.
Filmen hade amerikansk biopremiär den 16 oktober 1973.

## Handling
En juriststudent, James T. Hart, vid Harvard Law School kämpar med sina studier och sitt förhållande till den stränge professor Kingsfields dotter.

## Rollista i urval
- Timothy Bottoms – James T. Hart
- Lindsay Wagner – Susan Fields
- John Houseman – professor Charles W. Kingsfield Jr.
- Graham Beckel - Franklin Ford III
- James Naughton - Kevin Brooks
- Edward Herrmann - Thomas Craig Anderson
- Craig Richard Nelson -  Willis Bell